# Lew Semjonowitsch Berg

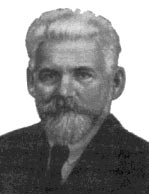
Lew Semjonowitsch Berg

Lew Semjonowitsch Berg (russisch Лев Семёнович Берг, wiss. Transliteration Lev Semënovič Berg; * 2. Märzjul. / 14. März 1876greg. in Bendery; † 24. Dezember 1950 in Leningrad) war ein sowjetischer Zoologe und Geograph.

## Jugend und Studium
Lew Semjonowitsch Berg wurde am 14. März 1876 in einer jüdischen Familie in Bendery (damaliges Gouvernement Bessarabien, heute Moldawien) geboren. Von 1885 bis 1894 besuchte er das Gymnasium in Chișinău, das er erfolgreich mit einer Goldmedaille abschloss (höchste Auszeichnung). Danach ließ er sich lutherisch taufen, um sein Studium an der physikalisch-mathematischen Fakultät der Staatlichen Universität Moskau aufnehmen zu können. Schwerpunkte seines Studiums waren in den Anfangsjahren vor allem die Zoologie, insbesondere die Ichthyologie, sowie in späteren Studienjahren auch die Geographie. Schon während des Studiums beschäftigte er sich mit Untersuchungen der Fische des Dnister, Bessarabiens und des Urals. Im Jahr 1898 machte Berg seinen Abschluss an der Universität.

## Wissenschaftliche Arbeit
In den Jahren nach seinem Studium beschäftigte er sich vorwiegend mit der Klimatologie sowie der Zoogeographie.
Im Rahmen seiner geographischen Studien untersuchte Berg in dieser Zeit die chemische, physikalische und biologische Beschaffenheit von Süßwasser, insbesondere von Seen in Zentralasien und Westsibirien. Unter anderem untersuchte er den Balchaschsee, Ladogasee, Yssykköl sowie den Aralsee, über den er im Jahr 1909 mit seiner Veröffentlichung Aralsee (Аральское море) promovierte.
Außerdem beschäftigte er sich in dieser Zeit vorwiegend mit der Klimatologie. Er entwickelte anhand seiner Untersuchungen in Zentralasien und Sibirien ein Naturzonenmodell, das die Erde anhand von Klimafaktoren, des Reliefs, des Bodens sowie der Pflanzendecke in Zonen aufteilte. Berg veröffentlichte mehrere Werke über Klimatologie, in denen er diese Erkenntnisse festhielt. Unter anderem die Bücher Klima und Leben (Климат и жизнь; 1922), Grundlagen der Klimatologie  (Основы климатологии; 1927) und Landschaftlich-geographische Zonen der UdSSR (Ландшафтно-географические зоны СССР).
Von 1904 bis 1913 arbeitete er als leitender Zoologe für den Bereich Ichthyologie im Museum für Zoologie der Akademie der Wissenschaften. 1914 wurde er Professor für Ichthyologie und Hydrologie am Landwirtschaftlichen Institut in Moskau. Berg beschäftigte sich zeit seines Lebens mit der Ichthyologie, woraus viele nützliche Erkenntnisse über die Paläontologie, Anatomie und Embryologie von Fischen in Russland resultierten. Des Weiteren waren seine Untersuchungen über die Fortpflanzungsperioden von Fischen und dem Einfluss von Klimaschwankungen auf migrierende Fischarten von wesentlicher Bedeutung. Berg veröffentlichte zahlreiche Werke über die Fische Russlands, so zum Beispiel Die Fische Turkistans (Рыбы Туркестана; 1905) oder sein bekanntestes Werk Süßwasserfische des Russischen Reiches (Рыбы пресных вод Российской империи) im Jahr 1916.
1916 erhielt er einen Lehrstuhl für Geographie an der Petrograder Universität, den er bis 1925 innehatte. 1922 kam seine Nomogenesis heraus, eine alsbald vieldiskutierte Theorie zur Makroevolution. Seit 1932 arbeitete er als Leiter der Abteilung für angewandte Ichthyologie des Institutes für Fischerei und wurde 1934 Leiter der Ichthyologie-Laborabteilung im Zoologischen Institut der Akademie der Wissenschaften in Leningrad. Von 1940 bis 1950 war Berg Präsident der Russischen Geographischen Gesellschaft. Im Jahr 1946 wurde er Mitglied der Sowjetischen Akademie der Wissenschaften, in der er von 1948 bis 1950 Vorsitzender der Ichthyologischen Kommission war. International bekannt wurde er besonders durch sein Werk Leo S. Berg: Classification of fishes both recent and fossil (russ. Система рыбообразных и рыб, ныне живущих и ископаемых, 1940, dt. 1958, engl. 1940, reprint 1965), das durch Jahrzehnte Maßstäbe einer modernen Systematik setzte, zumal es auch die primitiven Fischartigen berücksichtigte.
Er begründete in der zoologischen Systematik das Taxon Birgeriidae Berg 1940, eine Familie ausgestorbener Knochenfische aus der Unterklasse der Knorpelganoiden (Chondrostei).

## Ehrungen und Auszeichnungen
Im Jahr 1949 erschien die vierte Auflage seines Werkes über die Fische der Sowjetunion, mittlerweile unter dem Namen Süßwasserfische der UdSSR und angrenzender Länder (Рыбы пресных вод СССР и сопредельных стран), für das Berg im Jahr 1951 posthum den Stalinpreis erhielt.
2001 brachte die Bank der Republik Transnistrien eine Silbergedenkmünze zu Ehren Lew Bergs heraus.
Nach Lew Berg ist ein Vulkan auf der Kurileninsel Urup, ein Berg und ein Gletscher im Pamir, ein Kap auf der Oktoberrevolutions-Insel, ein Gletscher im Dsungarischen Alatau sowie die Berg Mountains in der Antarktis benannt. Außerdem beinhalten mehr als 60 lateinische Tier- und Pflanzennamen seinen Namen.
Seit 1992 wird von der Russischen Akademie der Wissenschaften für herausragende Leistungen auf den Gebieten Geographie, Biogeographie oder Ichthyologie die L.-S.-Berg-Goldmedaille verliehen.